# Quais in Genf
Die Quais in Genf sind Strassen und Uferbauwerke in der Schweizer Stadt Genf entlang des Genfersees und der Rhone.

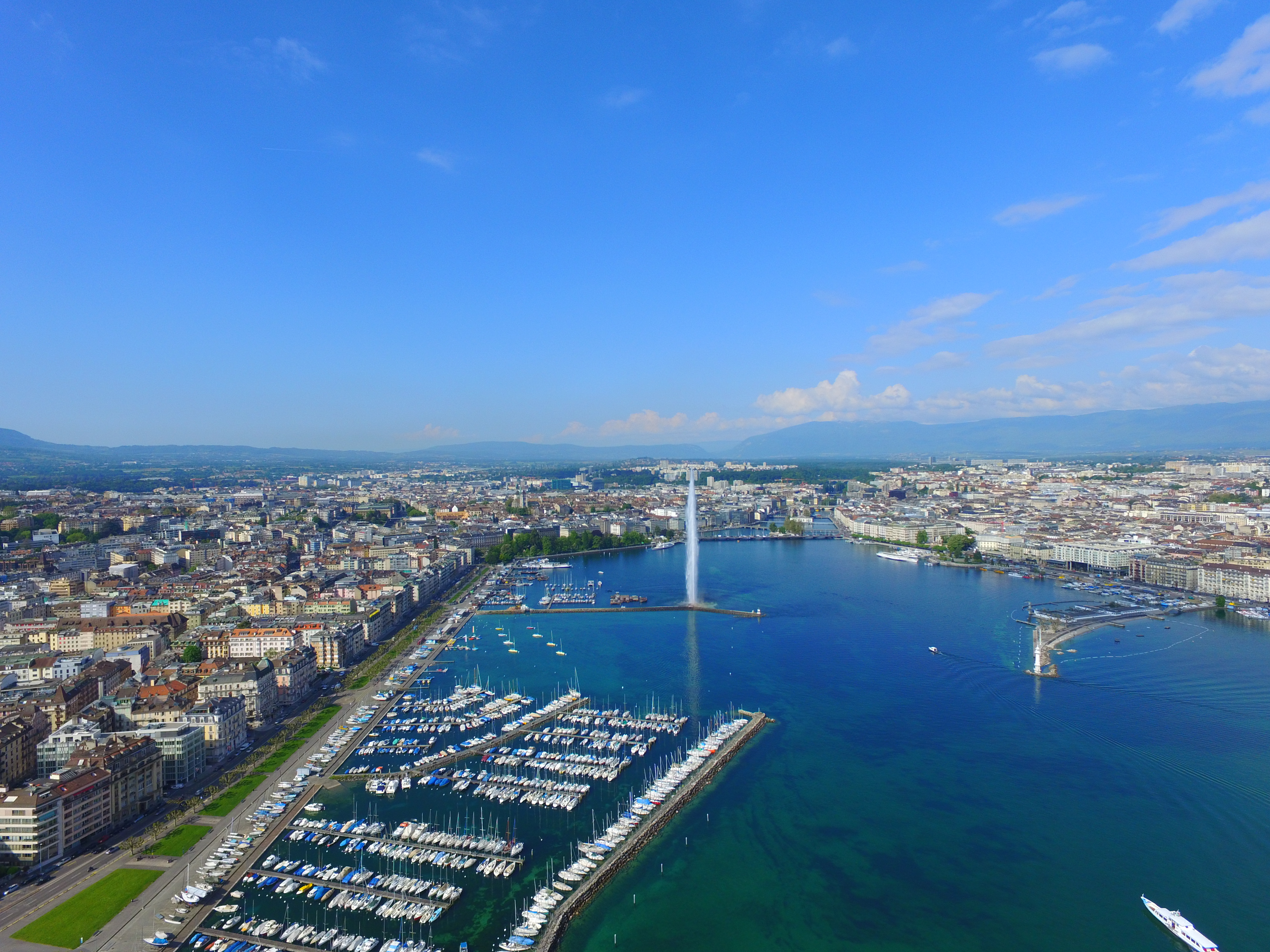
Bucht von Genf

Die grossen Quais folgen im Gebiet der Stadtgemeinde dem rechten und dem linken Ufer des Genfersees (frz. Le Léman) bis zum Ausfluss der Rhone bei der Brücke Pont du Mont-Blanc. Die Bucht von Genf wird auch petit lac oder Lac de Genève genannt. Weitere Uferstrassen liegen unterhalb des Pont du Mont-Blanc an beiden Seiten der Rhone.
Die innere in Genf liegende Uferzone des Sees heisst Rade de Genève (Genfer Hafen). Die Uferstrassen mit breiten Fussgängerwegen über den Seemauern entstanden seit dem 19. Jahrhundert nach dem 1849 eingeleiteten Abbruch der Stadtbefestigungen von Genf. Vorher befanden sich an den natürlichen, dem Hochwasser ausgesetzten Seeuferstreifen Anlandestellen für Frachtschiffe und Werkplätze. Mit dem Material der abgebrochenen Festungswerke wurden 1857 Molen im See aufgeschüttet.

## Rechtes Seeufer

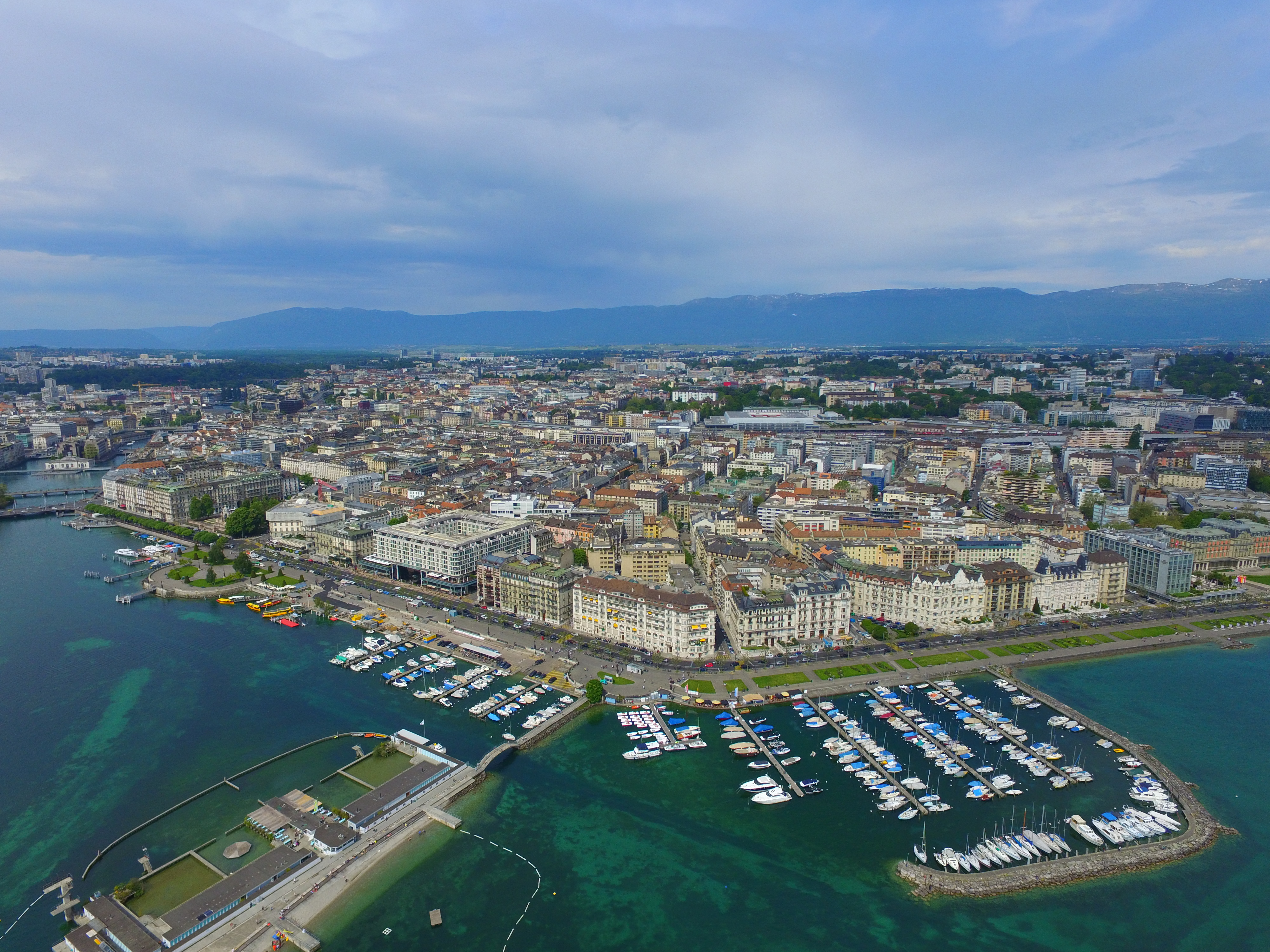
Quai Wilson (rechts) und Quai du Mont-Blanc (links)

### Quai Wilson
Das Quai Wilson bildet die Fortsetzung der Avenue de France und beginnt am südlichen Ende des Stadtparks Parc Mon Repos. Die etwa 700 Meter lange Uferstrasse erhielt ihren Namen vom ehemaligen Palais Wilson. Dieses war nach dem US-amerikanischen Präsidenten Thomas Woodrow Wilson benannt, von dem nach dem Ersten Weltkrieg der Anstoss zur Gründung des Völkerbunds ausging.
Am südlichen Ende des Quai Wilson befinden sich auf einer langen aufgeschütteten Mole, der Jetée des Pâquis, das Genfer Strandbad Bains des Pâquis und der Leuchtturm Phare des Pâquis von 1894.

### Quai du Mont-Blanc
Zwischen der Jetée des Pâquis und dem Pont du Mont-Blanc liegt das rund 600 Meter lange Quai du Mont-Blanc. Von diesem Seeabschnitt ist im Südosten der Mont Blanc zu sehen.
An diesem Uferabschnitt stehen grosse Genfer Hotels wie das Richemond, das Hôtel Beau-Rivage und das Hôtel de la Paix. Auf dem Park Square des Alpes steht das Denkmal Monument Brunswick. In der Mitte der Strasse liegt die im See aufgeschüttete Parkanlage Rotonde du Mont-Blanc und in der Nähe der Mont-Blanc-Brücke die Anlegestelle Mont-Blanc der Genferseeschifffahrt.

## Linkes Seeufer

### Quai du Général-Guisan
Diese kurze Strasse ist der Anfang der Hauptstrasse 102 und schliesst im Südosten an die Mont-Blanc-Brücke an. Bei der Brücke steht das Genfer Nationaldenkmal. Das Quai liegt jedoch nicht direkt am See, sondern wird von diesem durch den Jardin anglais getrennt. Vor diesem Stadtpark folgt dem Seeufer der Fussweg Promenade du Lac.

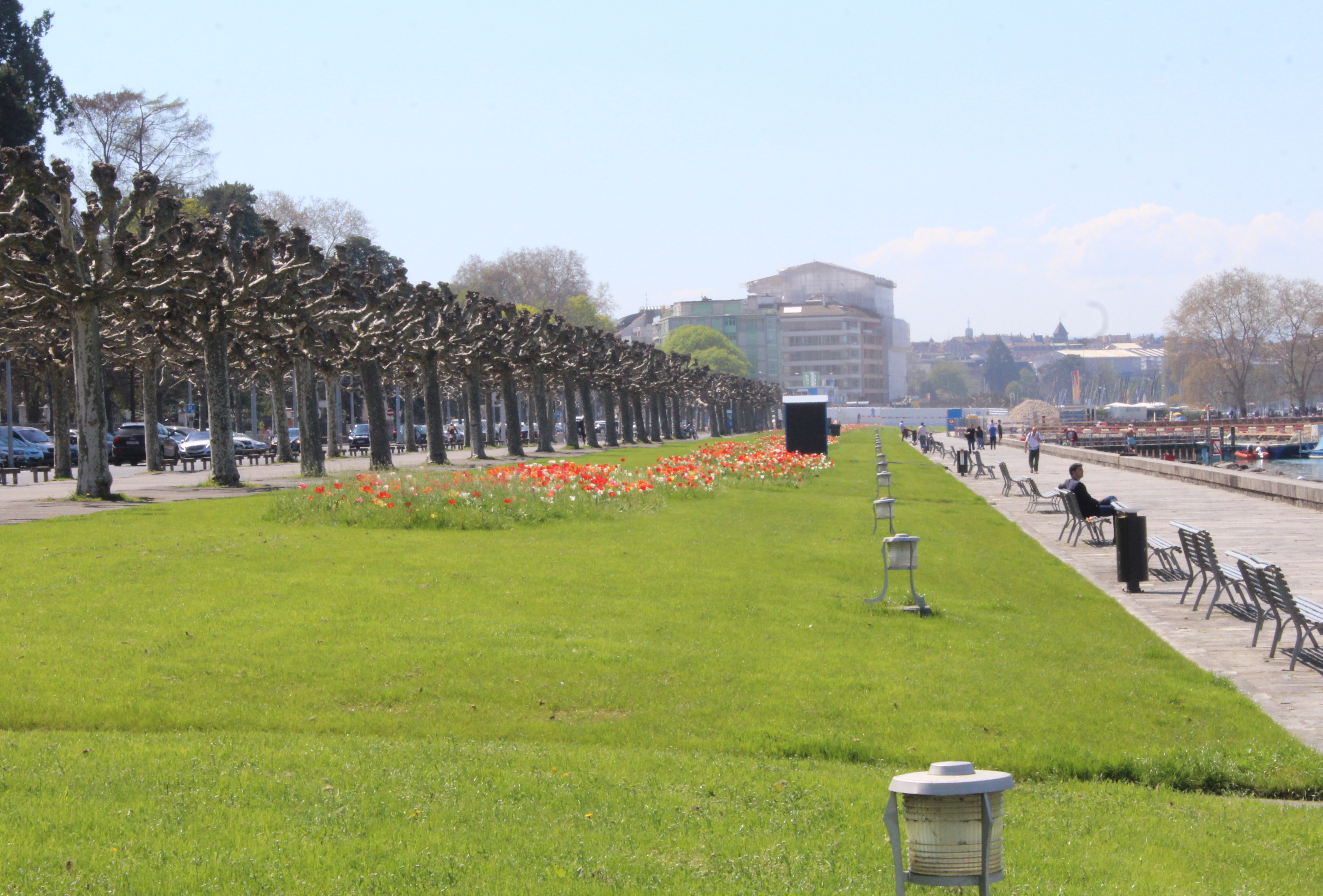
Quai Gustave-Ador

### Quai Gustave-Ador
Die Strasse hiess ursprünglich Quai des Eaux-Vives und erhielt ihren neuen Namen zu Ehren des Genfer Politikers Gustave Ador (1845–1928), der als Präsident des Internationalen Komitees des Roten Kreuzes bekannt wurde und in seiner Amtssitz als Bundesrat massgeblich daran beteiligt war, dass die Stadt Genf zum Sitz des Völkerbundes gewählt wurde.
Diese Uferstrasse, die den ersten Abschnitt der Hauptstrasse 105 bildet, nimmt fast den ganzen südöstlichen Seeabschnitt auf dem Gebiet der Gemeinde Genf ein. Sie zweigt beim Jardin anglais vom Quai du Général-Guisan ab und verläuft über ihre ganze Länge von rund 900 Metern in nordöstlicher Richtung bis zum Hafen Port Noir. Zwischen der Strasse und dem See liegt eine breite Uferpromenade mit einer Baumallee. Am und im See befinden sich die Gletscherfindlinge Pierres du Niton, Anlegestellen für die Schifffahrt, so auch für die kleinen Mouettes genevoises der Transports publics genevois, sowie mehrere Molen und Yachthäfen und das Strandbad Plage publique des Eaux-Vives. Im Port Noir befindet sich der Sitz der Société Nautique de Genève. Im Nordosten schliesst das Quai de Cologny in der Nachbargemeinde Cologny als nächste Strecke der Hauptstrasse 105 an.
Neben der Jetée des Eaux-Vives befindet sich das bekannteste Wahrzeichen von Genf, der Springbrunnen Jet d’eau.
Auf der Stadtseite des Quai Gustave-Ador liegen das Stadtquartier Eaux-Vives, bis 1931 eine selbständige Gemeinde, und östlich daran anschliessend der grosse Stadtpark Parc La Grange und daneben der Parc des Eaux-Vives.